# Măgdăcești, Criuleni
Măgdăcești este un sat din raionul Criuleni din Republica Moldova.

## Istorie
Satul Măgdăcești este atestat pentru prima dată într-un document datat cu 9 martie 1529, când Petru Rareș, domnul Moldovei, întărea stăpânirea lui Petru Măgdici și a fraților săi Andreica, Jurja și Brătilă pe jumătate de sat din Măgdicești pe Ichel, pe care o cumpărase tatăl lor, Mihul Măgdiciu de la Șandru Onescul. Satul Măgdăcești fusese întemeiat anterior anului 1529, fiind la această dată obiect de vânzare-cumpărare.
Următoarea atestare documentară a așezării Măgdăcești datează de la începutul secolului al XVIII-lea, din 6 septembrie 1709, cînd Lupascu vinde o parte de loc „din partea de jos din sat din Măgdăcești și aceasta se pogoară până în satul Pașcanilor...” lui Darie Donici. Următoarea mențiune a satului se găsește în actul datat cu anul 1724 de la domnul Moldovei Grigore Ghica, care menționează „moșia la Maglicești (Măgdăcesti) și Brisliceni (Drăsliceni) ce-s la ținutul Orheiului pe Ichil”.
În secolul al XIX-lea satul Măgdăcești este menționat în actele oficiale din timpul reformei agrare a lui Stolîpin din 1906-1911. Pentru mărirea gospodăriilor țăranilor din satul Drăsliceni au fost repartizate loturi de pământ în vechea seliște Măgdăcești. Astfel, circa 100 de țărani din Drăsliceni, care au primit cîte 7 desetine de pamint, au trecut cu traiul și gospodăria la Măgdăcești. Pe parcursul secolelor numărul populației crește datorită strămutării țăranilor din satele Drăsliceni și Ratuș. Către începutul secolului XX populația satului Măgdăcești ajunge la 1.500 de locuitori.
Numărul locuitorilor din Măgdăcești crește după anul 1977, când în satul Drăsliceni au loc alunecări de teren și o mare parte din sinistrați au primit loturi pentru construcția caselor în satul Măgdăcești. După proclamarea independenței, în 1991, satul Măgdăcești face parte din Primăria Drăsliceni, formînd o primărie separată din anul 1999.

## Administrație și politică
Componența Consiliului local Măgdăcești (13 consilieri), ales la 5 noiembrie 2023, este următoarea:
|  | Partid                                | Consilieri | Componență | Componență | Componență | Componență | Componență | Componență | Componență | Componență | Componență | Componență | Componență |
|  | ------------------------------------- | ---------- | ---------- | ---------- | ---------- | ---------- | ---------- | ---------- | ---------- | ---------- | ---------- | ---------- | ---------- |
|  | Partidul Acțiune și Solidaritate      | 11         |            |            |            |            |            |            |            |            |            |            |            |
|  | Partidul Liberal Democrat din Moldova | 2          |            |            |            |            |            |            |            |            |            |            |            |

## Societate
Satul Măgdăcești este în majoritate creștin ortodox. În sat este deschisă biserica „Nașterea Maicii Domnului”.